# Дусбург, Пим
Виллем (Пим) Дусбург (нидерл. Willem "Pim" Doesburg, 28 октября 1943, Роттердам, Южная Голландия — 18 ноября 2020, Беркел-эн-Роденрейс, Южная Голландия) — нидерландский футболист, вратарь. Известен по выступлениям за клубы «Спарта» и ПСВ, а также национальную сборную Нидерландов. Двукратный чемпион Нидерландов.
Рекордсмен по числу сыгранных матчей в Эредивизи — 687 игр.

## Клубная карьера
Во взрослом футболе дебютировал в 1962 году выступлениями за команду клуба «Спарта», в которой провёл пять сезонов и принял участие в 137 матчах чемпионата.
С 1967 по 1970 год защищал цвета команды клуба ПСВ.
Своей игрой за последнюю команду вновь привлёк внимание представителей тренерского штаба клуба «Спарта», в состав которого вернулся в 1970 году. На этот раз сыграл за команду из Роттердама следующие десять сезонов своей игровой карьеры. Большую часть времени, проведённого в составе «Спарты», был основным игроком команды.
В 1980 году вернулся в клуб ПСВ, за который отыграл 7 сезонов. Завершил профессиональную карьеру футболиста выступлениями за команду «ПСВ Эйндховен» в 1987 году.

## Выступления за сборную
В 1967 году дебютировал в официальных матчах в составе национальной сборной Нидерландов. В течение карьеры в национальной команде, которая длилась 15 лет, провёл в форме главной команды страны всего 8 матчей.
В составе сборной был участником чемпионата мира 1978 года в Аргентине, где вместе с командой завоевал «серебро», и чемпионата Европы 1980 года в Италии.

## Статистика

### Матчи Дусбурга за сборную Нидерландов
| Матчи Дусбурга за сборную Нидерландов | Матчи Дусбурга за сборную Нидерландов | Матчи Дусбурга за сборную Нидерландов | Матчи Дусбурга за сборную Нидерландов | Матчи Дусбурга за сборную Нидерландов | Матчи Дусбурга за сборную Нидерландов |
| ------------------------------------- | ------------------------------------- | ------------------------------------- | ------------------------------------- | ------------------------------------- | ------------------------------------- |
| №                                     | Дата                                  | Соперник                              | Счёт                                  | Пропущено голов                       | Соревнование                          |
| 1                                     | 16 апреля 1967                        | Бельгия                               | 0:1                                   | 1                                     | Товарищеский матч                     |
| 2                                     | 10 мая 1967                           | Венгрия                               | 1:2                                   | —                                     | Чемпионат Европы 1968 (отбор)         |
| 3                                     | 22 мая 1979                           | Аргентина                             | 0:0                                   | —                                     | Товарищеский матч                     |
| 4                                     | 11 июня 1980                          | Греция                                | 1:0                                   | —                                     | Чемпионат Европы 1980                 |
| 5                                     | 19 ноября 1980                        | Бельгия                               | 0:1                                   | 1                                     | Чемпионат мира 1982 (отбор)           |
| 6                                     | 30 декабря 1980                       | Уругвай                               | 0:2                                   | 2                                     | Золотой кубок чемпионов мира          |
| 7                                     | 6 января 1981                         | Италия                                | 1:1                                   | 1                                     | Золотой кубок чемпионов мира          |
| 8                                     | 22 февраля 1981                       | Кипр                                  | 3:0                                   | —                                     | Чемпионат мира 1982 (отбор)           |

Итого: 8 матчей / пропущено 5 голов; 2 победы, 2 ничьи, 4 поражения.

## Достижения
ПСВ
- Чемпион Нидерландов (2): 1985/86, 1986/87